# 飛揚的音符 (中視音樂節目)
《飛揚的音符》是中國電視公司（中視）為了角逐1988年第23屆金鐘獎電視金鐘獎而製播的純歌唱及純音樂綜藝節目，製作人是林家慶與白國嘉，主持人是曾獲得廣播金鐘獎的國立台灣師範大學音樂學系講師李娓娓，1987年9月18日首錄，1987年10月11日開播，約1989年年初停播。

## 歷史
1987年8月，針對第23屆金鐘獎，中視展開戲劇及綜藝節目製作企畫：戲劇節目原則決定1987年10月上檔的連續劇《長江一號》兼負拿獎任務，另由導播余秉中負責籌製一檔8集單元劇（當時劇名未定）；綜藝節目名稱暫定為《飛揚的音符》，由奪得1987年第22屆金鐘獎電視金鐘獎綜藝節目獎的中視純歌唱及純音樂綜藝節目《黃金五線譜》的原團隊製作、中視導播組組長白國嘉與導播梁傑負責籌畫；《飛揚的音符》並兼負製作歌星電視專輯的任務，讓歌星角逐電視金鐘獎的單人獎項。白國嘉決定以擴大《黃金五線譜》層面的方式製作《飛揚的音符》，每集表達一個主題，強調歌者、樂隊及現代樂器的編曲組合。
1987年9月，中視針對第23屆金鐘獎的綜藝節目正式定名為《飛揚的音符》，每集製作30分鐘，以各種音樂為表現重點，再輔以精緻的處理手法呈現；例如，第一集有的歌曲請雲門舞集知名舞者林秀偉編舞，有的歌曲以兒童與成人合唱團接替演唱，要求內容不同於《黃金五線譜》、甚至勝於《黃金五線譜》。
1987年9月18日，《飛揚的音符》首次進攝影棚錄影，預定1987年10月4日22時10分首播第1集；這是李娓娓首次主持電視節目。李娓娓之所以被《飛揚的音符》製作團隊選為主持人，是因為她具有正統音樂基礎，曾製作兼主持中國廣播公司兒童音樂節目《兒童的音樂世界》6年並以此獲得1985年第20屆金鐘獎廣播金鐘獎兒童節目主持人獎，大學求學時主修鋼琴，大學畢業後曾兩度赴國外進修並取得美國威斯康辛大學教育學碩士學位；而《飛揚的音符》製作團隊原先想選擇中年、穩重的男子擔任主持人，但試鏡後發現李娓娓的氣質及專業背景頗符合《飛揚的音符》的唯美、知性的風格，因此立即決定錄用李娓娓。
《飛揚的音符》製作群包括白國嘉、梁昆傑、蔡敏、林家慶、李娓娓、李國強、彭年、張弘毅等人，他們都是音樂工作者。1987年9月末，蔡敏說，為了《飛揚的音符》，她有好幾個月無法過正常生活，每天傷透腦筋：「我們是為了心中的理想而作節目。這種感覺就像孕育一個孩子一樣，非常辛苦；但是，現在節目誕生了，我們都很興奮。」而李娓娓與蔡敏是崇光女中同學，她們一直因同樣愛好音樂而維持聯繫，她們的父執輩也是好友，這也是李娓娓得以加入《飛揚的音符》製作群的原因。
《飛揚的音符》中的每首樂曲經選定後均重新編曲，皆邀請國內知名音樂家如李國強、黃石、張弘毅等人重新編曲，國內一流交響樂團、國樂團與弦樂團擔任主奏，台北藝術家合唱團擔任合音，每集均表現各種不同主題的古典樂曲、現代樂曲、舞蹈或電影音樂。

《飛揚的音符》第一代佈景

《飛揚的音符》第一代佈景以鋼琴琴鍵做成舞台，近30人的大編制管弦樂團擔任伴奏，走的是雅俗共賞、偏重音樂性的風格。《飛揚的音符》首錄的內容有：①歌星千百惠與聲樂家陳盈伶合唱蘇格蘭民謠〈夏日最後的玫瑰〉（The Last Rose of Summer），台北市立交響樂團豎琴獨奏蘇菲亞·柯麗薇（Sophie Clavel）擔任伴奏；②中視兒童合唱團與台北藝術家合唱團分別以兒童與成人混聲合唱台灣童謠〈西北雨〉；③蔡敏與中國文化大學音樂學系講師郭孟雍合唱〈Tonight〉，搭配王健美與余正賢的雙人現代芭蕾舞伴舞；④中視大樂隊演奏〈奪標〉。《飛揚的音符》第一集的內容有：①蔡敏唱〈Summer Time〉，搭配林秀偉獨舞；②千百惠與陳盈伶合唱〈夏日最後的玫瑰〉；③學院派歌手王海玲唱改編後的國語歌〈晴時多雲偶陣雨〉；④榮星兒童合唱團與台北藝術家合唱團合唱〈西北雨〉，搭配製作團隊拍攝的外景；⑤一流交響樂團演奏古典及現代音樂，每集各有不同主題。
中視美術組陳錦富負責設計《飛揚的音符》佈景，他的工作資歷深厚。《飛揚的音符》主要佈景是一個多邊形的舞台，舞台上必須容納數十人的樂團；陳錦富將壓克力做的鋼琴琴鍵放在舞台下方，琴鍵內置日光燈。由於《飛揚的音符》每次錄影大約要錄4首歌，白國嘉與梁昆傑要求一首歌一個景，所以陳錦富每次必須設計4個以上的佈景。但是由於導播將鏡頭拉遠才能一窺全景，若搭了4個景必然破壞畫面，所以《飛揚的音符》錄影使用的中視第一攝影棚只能搭1至2個景，無法全部搭滿；所以工作人員必須每錄完一首歌就拆景，同時搭另一個景。《飛揚的音符》導播白汝珊以重疊畫面或刻意經營的鏡位擺設，使舞者或伴奏樂師在螢幕上獲致與歌者相同地位的尊重，也豐富了節目的欣賞角度。
1987年10月5日，《飛揚的音符》錄影，邀請歌星葉璦菱唱老歌〈夢中人〉；在製作人白國嘉與導播梁昆傑的要求下，若效果不滿意則立即重錄，從13時30分錄到16時30分才告完成。葉璦菱說：「平常上綜藝節目，一首歌頂多半小時就結束了；沒想到錄這個節目卻要花三個鐘頭，聽說還有歌星錄兩首歌耗了五個小時，真是不一樣。」
1987年10月11日，《飛揚的音符》開播，以「流行歌曲藝術化，藝術歌曲通俗化」為宗旨，並邀請正統及通俗音樂界人士擔任顧問，預定製作13集。蔡敏實際參與《飛揚的音符》策畫工作。
1987年11月28日，《飛揚的音符》播出殷正洋專輯，內容為殷正洋表演吹奏橫笛並演唱多首歌曲。
1987年12月14日，中視報名第23屆金鐘獎個人獎項名單初審定案，李娓娓以《飛揚的音符》角逐綜藝節目主持人獎。
1988年2月13日，第23屆金鐘獎入圍名單公布，《飛揚的音符》入圍綜藝節目獎，梁昆傑以《飛揚的音符》入圍導播獎，余天、文章與殷正洋皆以《飛揚的音符》入圍男歌唱演員獎，林友江與廖啟義皆以《飛揚的音符》入圍燈光獎，陳錦富以《飛揚的音符》入圍美術指導獎。
1988年3月19日，第23屆金鐘獎得獎名單揭曉，《飛揚的音符》獲得綜藝節目獎，林友江與廖啟義皆以《飛揚的音符》獲得燈光獎，陳錦富以《飛揚的音符》獲得美術指導獎。在該日舉行的評審決選會議上，《飛揚的音符》曾引起討論，這是因為《飛揚的音符》與台視提名的綜藝節目《我愛彩虹》及華視提名的綜藝節目《歡樂周末派》風格截然不同：《我愛彩虹》與《歡樂周末派》較接近一般觀眾所認知的綜藝節目，而《飛揚的音符》則較注重音樂表現；而該年綜藝節目評審以音樂學系教授為主，《飛揚的音符》以精緻的音樂、兼顧精緻及通俗的節目內容、具有導向作用的常態播出型態取得綜藝節目評審好感。
1988年3月26日23時40分，《飛揚的音符》播出殷正洋、曾慶瑜在同節目的各自專輯中的部分歌曲及1988年3月24日錄影的合唱曲。
1988年4月1日，中視決定將《飛揚的音符》播出時間改為每星期六22時整以後的時段，以求洗刷「雖得獎但很少有人看過」的譏評；中視主管承認，參考日本電視節目《Sound of S》製播的《飛揚的音符》更改播出時段後可能會面臨「曲高和寡」的困境，但是也有幾分「不得不做」的無奈。
1988年5月，白國嘉邀請殷正洋上《飛揚的音符》唱母親節應景歌曲，殷正洋帶著其師妹黃丹萍一起表演，黃丹萍唱現場的表現令白國嘉大為滿意；隨後《飛揚的音符》單獨邀請黃丹萍，她選唱潘越雲的歌曲〈偶遇〉。
1988年7月4日，中視籌製1989年第24屆金鐘獎參賽節目分組作業完成；其中在綜藝節目方面，由於中視1988年綜藝節目整體氣勢較弱，故仍由《飛揚的音符》主打，並視新節目《歡樂一起來》播出情況再決定是否提報《歡樂一起來》參賽。
1988年9月17日至同年10月2日，由於轉播漢城奧運，中視將許多常態性節目停播，其中包括每日18時整開播的兒童節目、每日18時30分開播的綜藝節目《歡樂一起來》、深夜新聞雜誌節目《今夜》及每星期六夜間開播的《飛揚的音符》，漢城奧運閉幕後才會復播。
1988年10月26日，行政院新聞局決定取消第24屆金鐘獎男女歌星獎之後，台視、中視、華視以在第24屆金鐘獎獲獎為目標的綜藝節目均緊急更改製播方針，當時以專題音樂方式（每集各有不同的主題）播出的《飛揚的音符》原本為了報名參賽而錄製一半的原野三重唱電視專輯取消錄影。
1989年1月9日，中視公布第24屆金鐘獎參賽名單，參賽綜藝節目為《飛揚的音符》、《歡樂一百點》與《大開眼界》。1989年3月4日，第24屆金鐘獎入圍名單公布，《飛揚的音符》入圍綜藝節目獎。1989年3月15日，白國嘉說，《飛揚的音符》製播一年下來，包括時段廣告費的成本等費用計算在內，總投資金額多達新台幣兩千七百萬元；因此《飛揚的音符》即使獲得金鐘獎，也必須停播。
2007年，中視綜藝台於每星期四上午及下午重播《飛揚的音符》，一天一集。

## 工作人員
- 製作人：林家慶、白國嘉
- 製作群：白國嘉、梁昆傑、蔡敏、林家慶、李娓娓、李國強、彭年、張弘毅
- 指揮：林家慶
- 伴奏：中視大樂隊
- 燈光：林友江、廖啟義
- 美術指導：陳錦富
- 現場指導：李振稼
- 導播：白汝珊、白國嘉、梁昆傑

## 資料來源
1. ↑  本報訊，〈飛揚的音符 要問鼎金鐘〉，《民生報》1987年9月19日第11版。
2. ↑  台北訊，〈飛揚的音符決逐金鐘 昨天開錄李娓娓主持〉，《聯合報》1987年9月19日第12版。
3. ↑  《台灣電視資料庫》[永久]。
4. 1 2  本報訊，〈金鐘敲動綜藝戰 更上一層樓〉，《民生報》1987年9月3日第7版。
5. ↑  台北訊，〈角逐金鐘 未雨綢繆〉，《聯合報》1987年8月18日第9版。
6. ↑  台北訊，〈飛揚的音符決逐金鐘 昨天開錄李娓娓主持〉，《聯合報》1987年9月19日第12版。
7. ↑  《飛揚的音符》首錄照片[永久]
8. ↑  本報訊，〈「黃金五線譜」姐妹作 「飛揚的音符」開錄〉，《中央日報》1987年9月19日第9版。
9. ↑  夏迪，〈飛揚的音符問鼎金鐘獎 李娓娓任重道遠〉，《聯合報》1987年11月2日第9版。
10. ↑  筱竹，〈「飛揚的音符」走精緻路線〉，《掃描線周刊》第93期（中視文化公司1987年10月2日出版）第20頁。
11. 1 2 3  筱竹，〈「飛揚的音符」走精緻路線〉，《掃描線周刊》第93期（中視文化公司1987年10月2日出版）第21頁。
12. ↑  本報訊，〈飛揚的音符 要問鼎金鐘〉，《民生報》1987年9月19日第11版。
13. 1 2  王祖壽，〈電視綜藝 秋涼換季〉，《民生報》1987年10月11日第11版。
14. ↑  小朱，〈「飛揚的音符」走精緻路線〉，《掃描線周刊》第97期（中視文化公司1987年11月6日出版）第15頁。
15. ↑  本報訊，〈飛揚的音符 慢啊〉，《民生報》1987年10月6日第11版。
16. ↑  夏迪，〈音符自今晚飛揚〉，《聯合報》1987年10月11日第9版。
17. ↑  本報訊，〈飛揚的音符 今晚上電視〉，《民生報》1987年10月11日第4版。
18. ↑  本報訊，〈飛揚的音符 今播殷正洋專輯〉，《民生報》1987年11月29日第11版。
19. ↑  台北訊，〈金鐘獎今起報名〉，《聯合報》1987年12月15日第9版。
20. ↑  本報訊，〈金鐘獎各項入圍名單揭曉〉，《民生報》1988年2月14日第10版。
21. ↑  台北訊，〈金鐘聲聲亮 中視十一響！〉，《聯合報》1988年3月20日第3版。
22. ↑  本報影劇組記者 聯合採訪、攝影，〈金聲玉振 新人輩出 好現象〉，《民生報》1988年3月20日第10版。
23. ↑  本報訊，〈飛揚音符敲響金鐘 兩得獎人合唱傳心聲〉，《民生報》1988年3月25日第10版。
24. ↑  夏迪，〈飛揚的音符 受金鐘之惠〉，《聯合報》1988年4月2日第24版。
25. ↑  王祖壽，〈張菲當了「海龍王」？ 黃丹萍「飛揚」生信心〉，《民生報》1988年5月21日第10版。
26. ↑  台北訊，〈中視金鐘獎節目動工〉，《聯合報》1988年7月5日第24版。
27. ↑  台北訊，〈奧運今展開 三台忙轉播〉，《聯合報》1988年9月17日第24版。
28. ↑  台北訊，〈奧運轉播造成節目表大變動〉，《聯合晚報》1988年9月17日第8版。
29. ↑  本報訊，〈歌星「金鐘」失勢 綜藝節目馬上「變臉」〉，《民生報》1988年10月27日第10版。
30. ↑  本報訊，〈金鐘獎報名今截止〉，《民生報》1989年1月10日第10版。
31. ↑  台北訊，〈七十八年金鐘獎入圍名單公布〉，《聯合報》1989年3月5日第28版。
32. ↑  王祖壽，〈「金鐘」不敵「現實」的壓力？〉，《民生報》1989年3月16日第12版。